# International Velvet
International Velvet è il secondo album del gruppo musicale pop rock britannico Catatonia, pubblicato il 2 febbraio 1998 dall'etichetta discografica Blanco y Negro Records.
La promozione del disco è avvenuta con la pubblicazione, come singoli, dei brani I Am the Mob, Mulder and Scully, Road Rage, Strange Glue e Game On, tutti di discreto successo nella classifica britannica.
Il successo dei singoli ha permesso all'album di raggiungere la vetta della classifica britannica degli album nel maggio 1998 e di entrare in classifica anche in Australia e Nuova Zelanda.

## Tracce
1. Mulder and Scully
2. Game On
3. I Am the Mob
4. Road Rage
5. Johnny Come Lately
6. Goldfish and Paracetamol
7. International Velvet
8. Why I Can't Stand One Night Stands
9. Part of the Furniture
10. Don't Need the Sunshine
11. Strange Glue
12. My Selfish Gene

Durata totale: 0:00

## Classifiche
| Classifica (1998) | Posizione raggiunta |
| ----------------- | ------------------- |
| Regno Unito       | 1                   |
| Australia         | 27                  |
| Nuova Zelanda     | 32                  |